# Ri Sol-ju
Ri Sol-ju (koreanska: 리설주),  född cirka 1985–1989, är första dam i Nordkorea och Nordkoreas nuvarande presidentfru som hustru till den högsta ledaren Kim Jong-un.